# スズキ・GSX250E
GSX250E（ジーエスエックスにひゃくごじゅうイー）は、スズキが製造販売していたネイキッドタイプのオートバイの車種。

## 概要
1980年1月発売。排気量249 cc、空冷4サイクル直列2気筒DOHC4バルブエンジンを搭載する。GSX400Eの下位モデルであるが、専用フレームが与えられ軽量に仕上げられた。1982年のマイナーチェンジにより燃料タンク、サイドカバー等の形状が、GSX1100EZ風に変更され「KATANA」のペットネームが追加された。

## モデル一覧

### GSX250E
型式：GS25X
標準現金価格：320,000円
- GSX250E（1980年）
  - カラー　█スターダストシルバーメタリック／█キャンディーインペリアルマルーン／█パールブラック

- GSX250E-2（1981年）
  - カラー　█パールブラック／█マーブルピュアーレッド／█マーブルカナディアンブルー

### GSX250E KATANA
型式：GJ51B
- GSX250E-3（1982年）
  - カラー　キャンディージプシーレッド／ブライトシルバーメタリック
  - 価格：359,000円

- GSX250E-4（1983年）
  - カラー　キャンディージプシーレッド／ブライトシルバーメタリック
  - 価格：359,000円

- GSX250ES-4（1983年）ビキニカウル装備タイプ
  - カラー　ホワイト・レッド／ブラック・レッド
  - 価格：384,000円

- GSX250E-5（1986年）
  - カラー　ホワイト・ブルー／ホワイト・レッド
  - 価格：369,000円

型式：GJ51E
- GSX250EH（1987年）

## 関連車種
同一エンジンを使用する車種
- GSX250L - 1981年に発売されたクルーザーモデル[4]
- GSX250T - 1981年に発売されたトラディショナルモデル[5]